# Sierraville (Kalifornija)
Sierraville je naseljeno područje za statističke svrhe u američkoj saveznoj državi Kalifornija. Prema popisu stanovništva iz 2010. u njemu je živjelo 200 stanovnika.